# استیگمین
استیگمین (انگلیسی: Stigmine) به دسته ای از مهارکننده‌های استیل‌کولین استراز اشاره دارد.
مثال‌ها عبارتند از:
- نئوستیگمین
- فیزوستیگمین
- پیریدوستیگمین
- ریواستیگمین